# Can-Laon
Can-Laon é uma antiga deidade visaiana. Durante os tempos pré-hispânicos, a deidade foi cultuada pelos nativos como sua Governante Suprema. Can-Laon significa "Aquela que é a Governadora do Tempo".
O Monte Canlaon, situado na ilha Negros, é o maior vulcão ativo nas Filipinas e a mais alta montanha na região de Visayas. Da montanha é dita estar onde Laon fez sua aparição ao povo. Em tempos antigos, os padres nativos (babailanos) escalavam a montanha e faziam rituais a cada estação de colheitas boas ou quando havia uma cerimônia especial. Eles também ofereciam presentes como um sinal de respeito.
Can-Laon tem muitas contrapartes por todo o arquipélago filipino. Algumas das mais populares são a Bathala do Tagalog, a Gugurang dos Bicolanos e a Cabunian do Ilocanos e Ifugaos.